# St. Petrus und Paulus (Alberstedt)

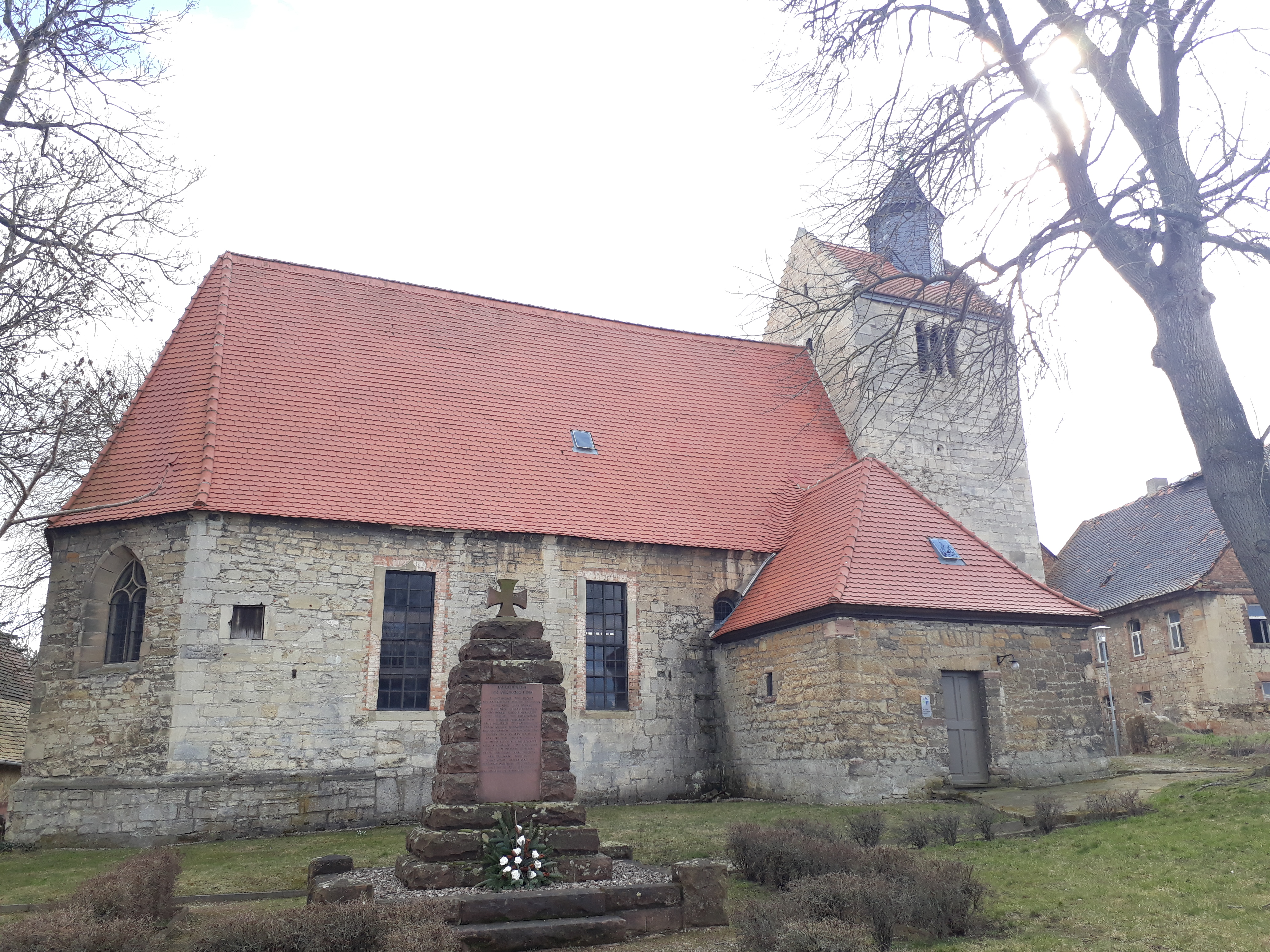
Alberstedt, St. Petrus und Paulus, Ansicht von Norden

St. Petrus und Paulus ist ein denkmalgeschütztes Kirchengebäude im Ortsteil Alberstedt der Gemeinde Farnstädt im Saalekreis. Im Denkmalverzeichnis ist das Bauwerk unter der Erfassungsnummer 094 05784 als Baudenkmal verzeichnet. Sie gehört zum Pfarrbereich (Kirchspiel) Querfurt 2 im Kirchenkreis Merseburg der Evangelischen Kirche in Mitteldeutschland.

## Geschichte
Laut einer Kirchenbuchnotiz aus dem Jahr 1720 wurde die Kirche in der Zeit zwischen den Jahren 1262 und 1297 zunächst als Kapelle erbaut. Dendrochronologisch wird der Westquerturm der Kirche von Alberstedt in die Zeit um 1260/1270 datiert. In dieser Zeit scheint auch ein spätromanisches Schiff erbaut worden zu sein. 1327 ist Alberstedt erstmals als Pfarrstelle benannt. 1506 erhielt die Kirche einen vierseitigen Chorabschluss, vermutlich wurde dabei auch das Dach des Kirchenschiffs angehoben.  1720 und 1723 nahm das Bauwerk durch Unwetter Schaden, wurde aber kurz danach wieder hergerichtet. 1894 wurden eine Heizung installiert sowie eine Leichenhalle ergänzt.
1934 wurde der Innenraum farblich neu ausgestaltet, 1962 die Turmhaube erneuert. Nach 1990 wurde die Kirche nicht mehr genutzt, ihr Zustand verschlechterte sich rapide, auch wurde das Bauwerk durch Vandalismus beschädigt. Ab 2004 engagierte sich der Kultur- und Heimatverein Alberstedt e.V. rührig für eine Instandsetzung, die um 2010 abgeschlossen werden konnte. Heute ist die Kirche in baulich gutem Zustand, wird aber nur höchst selten genutzt.

## Architektur und Ausstattung
Die Kirche zeigt sich als einschiffiger barocker Saalbau mit Westquerturm, der einen schiefergedeckten Dachreiter besitzt. Im Osten ist ein polygonaler Chorabschluss mit vier spitzbogigen Maßwerkfenstern angefügt. Im Norden ist eine schlichte Vorhalle angefügt. Auf der Südseite des Turmes ist eine Treppe zur Empore außen angefügt. Der Turm besitzt ein Satteldach und rundbogige Schallfenster. Das unterste Turmgeschoss ist mit einem schlichten gemauerten Gewölbe überspannt. Die Fenster des Kirchenschiffes sind als Rechteckfenster mit Sandsteinlaibung gefertigt. Sie stammen vermutlich von einem barocken Umbau.

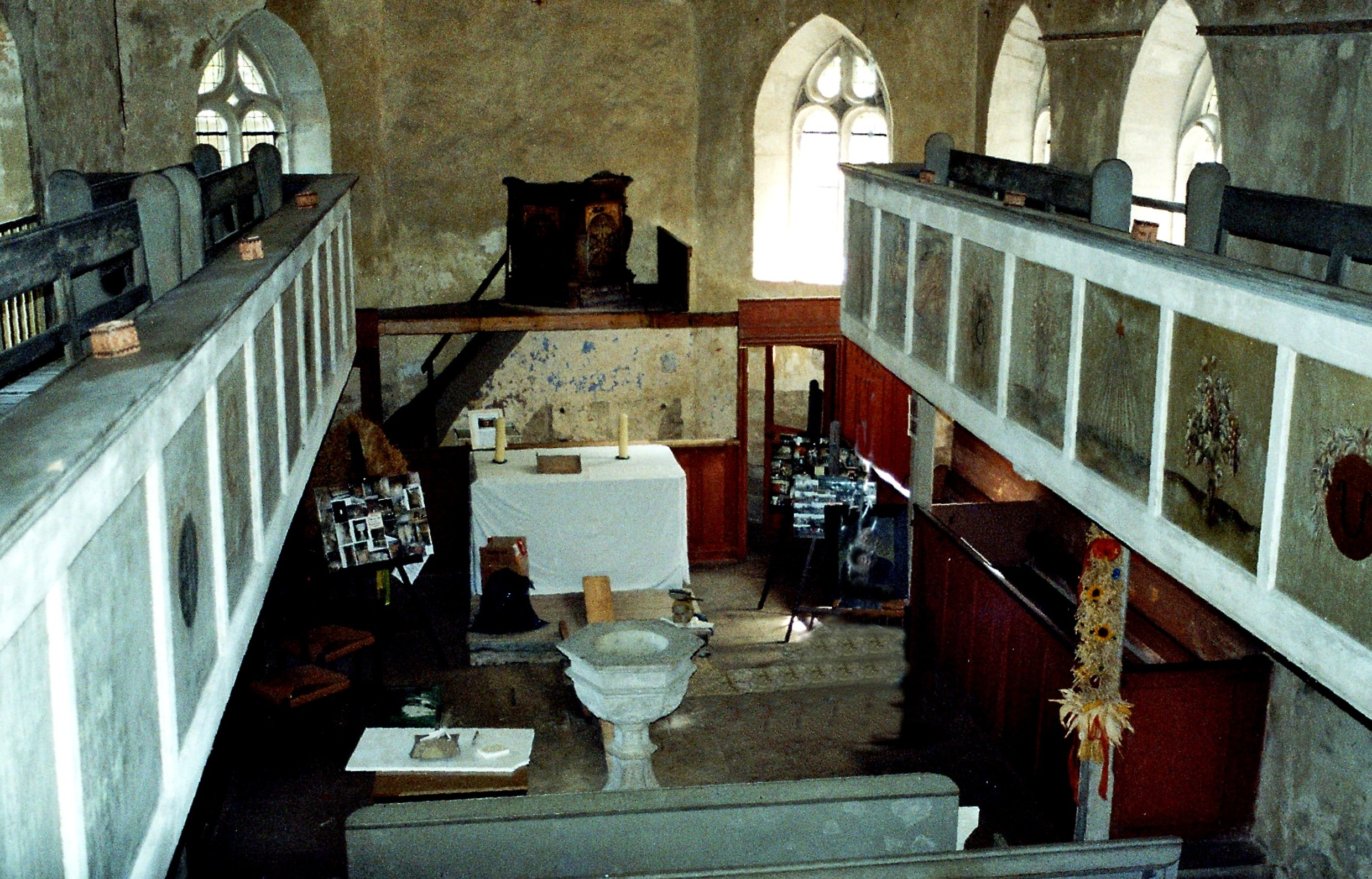
Innenraum (2005)

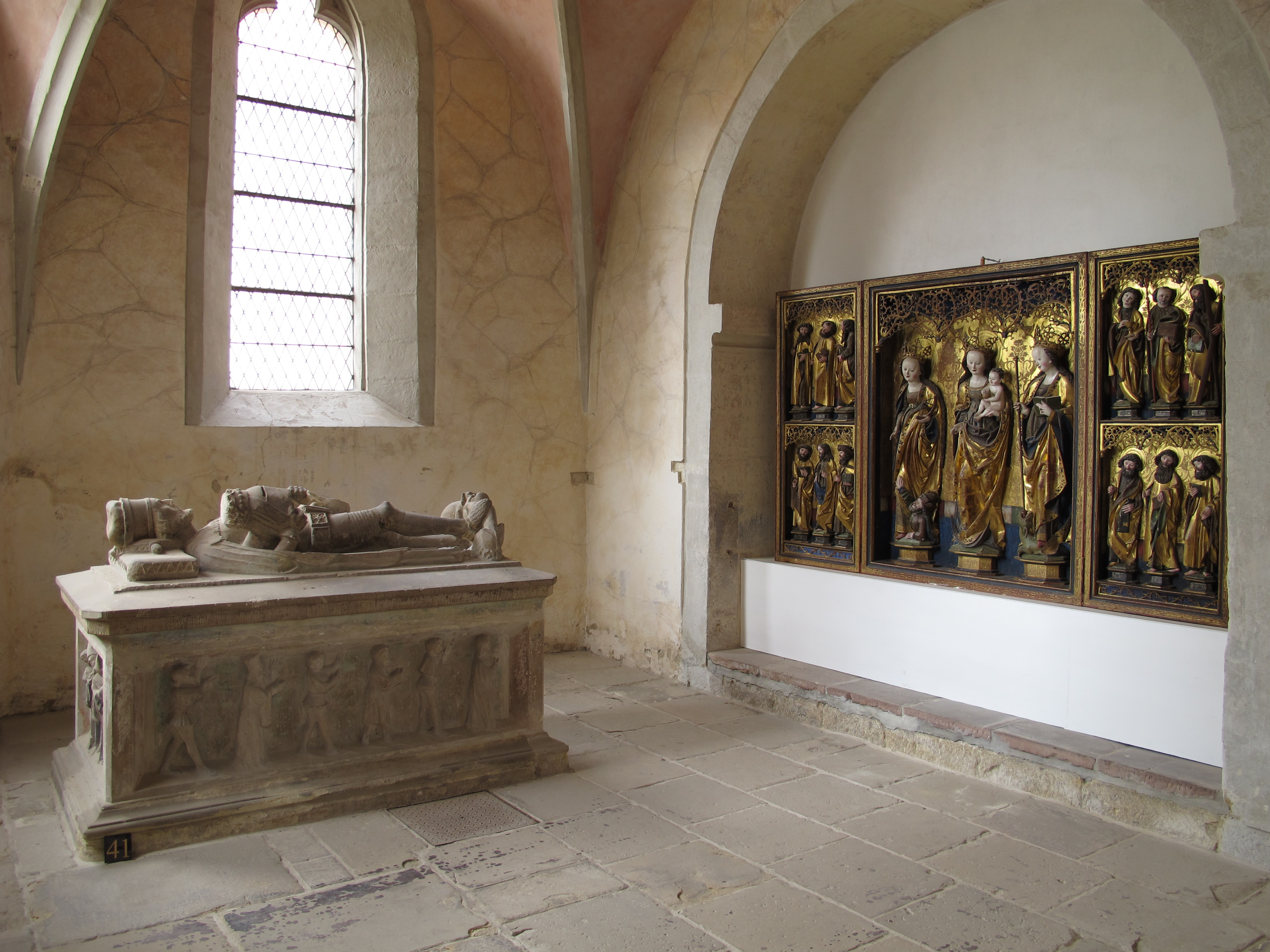
Altar in der Burgkapelle in Querfurt (2011)

Der Innenraum wird von einer verputzten Muldendecke überspannt, die vermutlich beim barocken Umbau ergänzt wurde. Unterhalb der Decke verlaufen dezente Zierbänder um den Raum. Der einstige gotische Schnitzaltar (Flügelaltar) aus dem frühen 16. Jahrhundert zeigt im Mittelschrein Maria auf der Mondsichel zwischen der heiligen Katharina und der heiligen Margareta. Die Flügel stellen die zwölf Apostel in je zwei Reihen übereinander dar. Auf der Rückseite befindet sich ein Verkündigungsgemälde, auf den Standflügeln der heilige Sebastian und eine nicht eindeutig identifizierte Heiligengestalt. Er wurde 1974 zur Restaurierung nach Erfurt verbracht. Durch den schlechten Zustand der Kirche wurde er dem Burgmuseum Querfurt zur Verfügung gestellt und steht dort noch heute. Seit 2010 schmückt eine fotografische Reproduktion in Originalgröße den Altar. Dahinter ist ein polygonaler, floral verzierter Kanzelkorb zu finden. Seitlich des Altars sind dezente seitliche Verschläge angebracht. An der Südseite des Altarraumes befinden sich schlichte Ältestengestühle. Der Taufstein wurde 1596 gefertigt und ist mit Engelsköpfen und Inschriften verziert.
Seit 1934 werden die Spiegel der hufeisenförmigen Empore durch Gemälde von Karl Völker geschmückt. Die einzelnen Gemälde zeigen u. a. Christussymbole, bäuerliche Tätigkeiten mit biblischem Bezug (Hirte, Sämann), Inschriften mit Psalmworten sowie zwei Darstellungen des Ortes Alberstedt mit darüber fliegenden Engeln, die die Spruchbänder „Ehre sei Gott in der Höhe“ sowie „Und Frieden auf Erden“ tragen. Auch eine Taube sowie Alpha und Omega finden sich unter den Darstellungen. Auch die Gemälde wurden nach 2004 restauriert. Über dem Altar ist als Schriftzug das Christuswort „Siehe, ich bin bei euch alle Tage“ zu sehen. Der Innenraum ist hell und weit. 

### Orgel

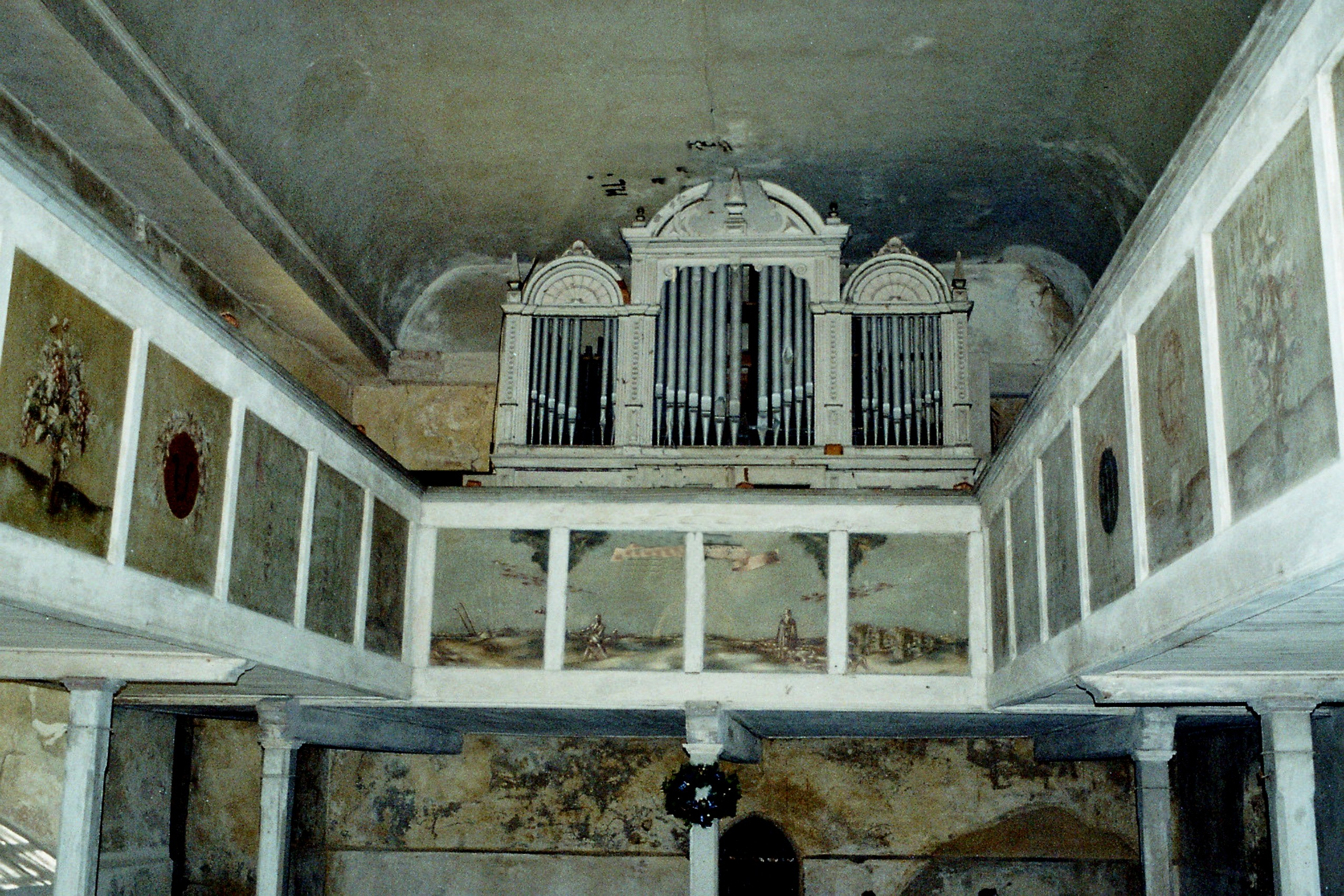
Orgel (2005)

Die heutige Orgel wurde 1885 durch Wilhelm Rühlmann als Opus 72 errichtet. Das rein mechanische Instrument besitzt 15 klingende Stimmen auf zwei Manualen und Pedal. Derzeit ist die Orgel nicht spielbar und im Zustand akut bedroht.

### Glocken
Der Kirchturm besitzt einen dreigefachigen Glockenstuhl von 1751. Heute hängen dort noch zwei äußerst wertvolle Glocken. Die kleinere Glocke wurde Anfang des 13. Jahrhunderts gegossen und ist mit romanischen Majuskeln und verschiedenen Tiersymbolen verziert, die bis heute nicht gedeutet werden können. Die große Glocke entstammt der 2. Hälfte des 13. Jahrhunderts. Sie ist mit verschiedenen Gottesbezeichnungen in spiegelverkehrten Majuskeln beschriftet. Eine dritte Glocke wurde 1905 durch Schilling aus Apolda gegossen, musste aber 1917 gleich wieder abgegeben werden. Seit ca. 1935 hängen die beiden wertvollen alten Glocken an tief gekröpften Stahljochen samt Reversionsklöppeln. Um 1962 wurde die Läuteanlage elektrifiziert. Heute werden die Glocken wieder per Hand geläutet. Die Disposition ist g′ – h′.